# Paul Keddy
Paul A. Keddy, né le 29 mai 1953 à London (Ontario) et mort le 26 décembre 2023 à Carleton Place (Ontario),, est un botaniste et écologiste canadien,.

## Ouvrages
- (en) Paul A. Keddy, Plants and Vegetation : Origins, Processes, Consequences, Cambridge, Cambridge University Press, 2007, xxi + 683 (ISBN 978-0-521-86480-0).